# Robin Dutt
Robin Dutt (Colonia, 24 gennaio 1965) è un allenatore di calcio, ex calciatore e dirigente sportivo tedesco.

## Biografia
Ha origini indiane da parte del padre, nato a Calcutta, che si è trasferito in Germania alla fine degli anni 50.

## Carriera

### Giocatore
Svolge la carriera di giocatore principalmente nelle serie minori tedesche. Nel 1995 assume il doppio ruolo di allenatore giocatore del TSG Leonberg.

### Allenatore
Lasciato il Leonberg, passa al TSF Ditzingen di cui allena prima la seconda e poi la prima squadra. Nel 1999 passa al Ditzingen allenando prima la seconda e successivamente per due anni la prima squadra. Fa lo stesso con lo Stuttgarter Kickers, guidando la prima squadra dal 2003 al 2007.
Nel 2007 passa alla guida del Friburgo che porta alla vittoria del secondo livello del campionato tedesco e a due salvezze in Bundesliga, prima di approdare al Bayer Leverkusen di cui diventa l'allenatore nella stagione 2011-2012. La sua avventura con le aspirine termina il 1º aprile 2012, quando viene esonerato dopo quattro sconfitte consecutive (di cui una per 7-1 con il Barcellona negli ottavi di Champions) e viene sostituito dal suo vice Sami Hyypiä. Il 27 maggio 2013 viene ingaggiato dal Werder Brema in sostituzione di Thomas Schaaf. Anche a Brema, però, l'allenatore ex-Leverkusen non ha fortuna ed il 20 ottobre 2014 viene esonerato lasciando la squadra ultima in graduatoria dopo otto partite e viene rimpiazzato da Viktor Skrypnyk.
Dal 12 aprile 2018 allena il Bochum, tornando così a guidare, dopo dieci anni, una formazione che milita in 2.Bundesliga.
Il 1 giugno 2021 diviene l'allenatore degli austriaci del Wolfsberger, in Bundesliga austriaca.

### Dirigente sportivo
Nell'agosto del 2012 rimpiazza Matthias Sammer come direttore sportivo della Federazione calcistica della Germania (DFB), ricoprendo tale ruolo per poco meno di un anno.
Nel gennaio del 2015 diventa direttore generale dello Stoccarda, che alla prima stagione riesce a salvarsi, mentre al termine della Bundesliga 2015-2016 retrocede in seconda serie.

## Statistiche

### Statistiche da allenatore
Statistiche aggiornate al 7 agosto 2022. In grassetto le competizioni vinte.
| Stagione                 | Squadra                  | Campionato               | Campionato | Campionato | Campionato | Campionato | Coppe nazionali | Coppe nazionali | Coppe nazionali | Coppe nazionali | Coppe nazionali | Coppe continentali | Coppe continentali | Coppe continentali | Coppe continentali | Coppe continentali | Altre coppe | Altre coppe | Altre coppe | Altre coppe | Altre coppe | Totale | Totale | Totale | Totale | % Vittorie | Piazzamento |
| Stagione                 | Squadra                  | Comp                     | G          | V          | N          | P          | Comp            | G               | V               | N               | P               | Comp               | G                  | V                  | N                  | P                  | Comp        | G           | V           | N           | P           | G      | V      | N      | P      | %          | Piazzamento |
| ------------------------ | ------------------------ | ------------------------ | ---------- | ---------- | ---------- | ---------- | --------------- | --------------- | --------------- | --------------- | --------------- | ------------------ | ------------------ | ------------------ | ------------------ | ------------------ | ----------- | ----------- | ----------- | ----------- | ----------- | ------ | ------ | ------ | ------ | ---------- | ----------- |
| 200-2001                 | Ditzingen                | OL                       | 34         | 11         | 8          | 15         | -               | -               | -               | -               | -               | -                  | -                  | -                  | -                  | -                  | -           | -           | -           | -           | -           | 34     | 11     | 8      | 15     | 32,35      | 14°         |
| 2001-2002                | Ditzingen                | OL                       | 34         | 8          | 9          | 17         | -               | -               | -               | -               | -               | -                  | -                  | -                  | -                  | -                  | -           | -           | -           | -           | -           | 34     | 8      | 9      | 17     | 23,53      | 17° (ret.)  |
| Totale Ditzingen         | Totale Ditzingen         | Totale Ditzingen         | 68         | 19         | 17         | 32         |                 | -               | -               | -               | -               |                    | -                  | -                  | -                  | -                  |             | -           | -           | -           | -           | 68     | 19     | 17     | 32     | 27,94      |             |
| 2002-2003                | Kickers Stoccarda II     | OL                       | 34         | 14         | 7          | 13         | -               | -               | -               | -               | -               | -                  | -                  | -                  | -                  | -                  | -           | -           | -           | -           | -           | 34     | 14     | 7      | 13     | 41,18      | 7°          |
| 2003-2004                | Kickers Stoccarda        | RLS                      | 34         | 13         | 8          | 13         | -               | -               | -               | -               | -               | -                  | -                  | -                  | -                  | -                  | -           | -           | -           | -           | -           | 34     | 13     | 8      | 13     | 38,24      | 9°          |
| 2004-2005                | Kickers Stoccarda        | RLS                      | 34         | 12         | 11         | 11         | -               | -               | -               | -               | -               | -                  | -                  | -                  | -                  | -                  | -           | -           | -           | -           | -           | 34     | 12     | 11     | 11     | 35,29      | 9°          |
| 2005-2006                | Kickers Stoccarda        | RLS                      | 34         | 12         | 12         | 10         | CG              | 1               | 0               | 0               | 1               | -                  | -                  | -                  | -                  | -                  | -           | -           | -           | -           | -           | 35     | 12     | 12     | 11     | 34,29      | 8°          |
| 2006-2007                | Kickers Stoccarda        | RLS                      | 34         | 14         | 9          | 11         | CG              | 2               | 1               | 0               | 1               | -                  | -                  | -                  | -                  | -                  | -           | -           | -           | -           | -           | 36     | 15     | 9      | 12     | 41,67      | 4°          |
| Totale Kickers Stoccarda | Totale Kickers Stoccarda | Totale Kickers Stoccarda | 136        | 51         | 40         | 45         |                 | 3               | 1               | 0               | 2               |                    | -                  | -                  | -                  | -                  |             | -           | -           | -           | -           | 139    | 52     | 40     | 47     | 37,41      |             |
| 2007-2008                | Friburgo                 | 2BL                      | 34         | 15         | 10         | 9          | CG              | 2               | 1               | 0               | 1               | -                  | -                  | -                  | -                  | -                  | -           | -           | -           | -           | -           | 36     | 16     | 10     | 10     | 44,44      | 5°          |
| 2008-2009                | Friburgo                 | 2BL                      | 34         | 21         | 5          | 8          | CG              | 3               | 2               | 0               | 1               | -                  | -                  | -                  | -                  | -                  | -           | -           | -           | -           | -           | 37     | 23     | 5      | 9      | 62,16      | 1°          |
| 2009-2010                | Friburgo                 | BL                       | 34         | 9          | 8          | 17         | CG              | 2               | 1               | 0               | 1               | -                  | -                  | -                  | -                  | -                  | -           | -           | -           | -           | -           | 36     | 10     | 8      | 18     | 27,78      | 14°         |
| 2010-2011                | Friburgo                 | BL                       | 34         | 13         | 5          | 16         | CG              | 2               | 1               | 0               | 1               | -                  | -                  | -                  | -                  | -                  | -           | -           | -           | -           | -           | 36     | 14     | 5      | 17     | 38,89      | 9°          |
| Totale Friburgo          | Totale Friburgo          | Totale Friburgo          | 136        | 58         | 28         | 50         |                 | 9               | 5               | 0               | 4               |                    | -                  | -                  | -                  | -                  |             | -           | -           | -           | -           | 145    | 63     | 28     | 54     | 43,45      |             |
| 2011-mar.2012            | Bayer Leverkusen         | BL                       | 28         | 11         | 7          | 10         | CG              | 1               | 0               | 0               | 1               | UCL                | 8                  | 3                  | 1                  | 4                  | -           | -           | -           | -           | -           | 37     | 14     | 8      | 15     | 37,84      | Eson.       |
| 2013-2014                | Werder Brema             | BL                       | 34         | 10         | 9          | 15         | CG              | 1               | 0               | 0               | 1               | -                  | -                  | -                  | -                  | -                  | -           | -           | -           | -           | -           | 35     | 10     | 9      | 16     | 28,57      | 12°         |
| ago.-ott. 2014           | Werder Brema             | BL                       | 9          | 0          | 4          | 5          | CG              | 1               | 1               | 0               | 0               | -                  | -                  | -                  | -                  | -                  | -           | -           | -           | -           | -           | 10     | 1      | 4      | 5      | 10,00      | Eson.       |
| Totale Werder Brema      | Totale Werder Brema      | Totale Werder Brema      | 43         | 10         | 13         | 20         |                 | 2               | 1               | 0               | 1               |                    | -                  | -                  | -                  | -                  |             | -           | -           | -           | -           | 45     | 11     | 13     | 21     | 24,44      |             |
| feb.-mag. 2018           | Bochum                   | 2BL                      | 12         | 6          | 4          | 2          | CG              | 0               | 0               | 0               | 0               | -                  | -                  | -                  | -                  | -                  | -           | -           | -           | -           | -           | 12     | 6      | 4      | 2      | 50,00      | Sub, 6°     |
| 2018-2019                | Bochum                   | 2BL                      | 34         | 11         | 11         | 12         | CG              | 1               | 0               | 0               | 1               | -                  | -                  | -                  | -                  | -                  | -           | -           | -           | -           | -           | 35     | 11     | 11     | 13     | 31,43      | 11°         |
| lug.-ago. 2019           | Bochum                   | 2BL                      | 4          | 0          | 2          | 2          | CG              | 1               | 1               | 0               | 0               | -                  | -                  | -                  | -                  | -                  | -           | -           | -           | -           | -           | 5      | 1      | 2      | 2      | 20,00      | Eson        |
| Totale Bochum            | Totale Bochum            | Totale Bochum            | 50         | 17         | 17         | 16         |                 | 2               | 1               | 0               | 1               |                    | -                  | -                  | -                  | -                  |             | -           | -           | -           | -           | 52     | 18     | 17     | 17     | 34,62      |             |
| 2021-2022                | Wolfsberger              | BL                       | 32         | 14         | 4          | 14         | CA              | 5               | 4               | 1               | 0               | -                  | -                  | -                  | -                  | -                  | -           | -           | -           | -           | -           | 37     | 18     | 5      | 14     | 48,65      | 4°          |
| 2022-2023                | Wolfsberger              | BL                       | 3          | 0          | 2          | 1          | CA              | 1               | 1               | 0               | 0               | UECL               | 2                  | 1                  | 1                  | 0                  | -           | -           | -           | -           | -           | 6      | 2      | 3      | 1      | 33,33      | In corso    |
| Totale Wolfseberger      | Totale Wolfseberger      | Totale Wolfseberger      | 35         | 14         | 6          | 15         |                 | 6               | 5               | 1               | 0               |                    | 2                  | 1                  | 1                  | 0                  |             | -           | -           | -           | -           | 43     | 20     | 8      | 15     | 46,51      |             |
| Totale Carriera          | Totale Carriera          | Totale Carriera          | 530        | 194        | 135        | 201        |                 | 23              | 13              | 1               | 9               |                    | 10                 | 4                  | 2                  | 4                  |             | -           | -           | -           | -           | 563    | 211    | 138    | 214    | 37,48      |             |

## Palmarès

### Allenatore

#### Competizioni nazionali
- 2. Fußball-Bundesliga: 1

Friburgo: 2008-2009